# Nyx (cómic)
Nyx es una personaje ficticia que aparece en los cómics estadounidenses publicados por Marvel Comics. El personaje está basado en la griega diosa del mismo nombre. Apareció por primera vez en Avengers: No Road Home #7 (abril de 2019) y fue creada por Al Ewing, Jim Zub, Mark Waid y Joshua James Shaw.

## Historial de publicaciones
Nyx fue creada por Al Ewing, Jim Zub, Mark Waid y Joshua James Shaw, basada en la diosa primordial de la oscuridad del mismo nombre y apareció por primera vez en Avengers: No Road Home #7 e hizo su última aparición en Avengers: No Road Home #10. Ella no debe confundirse con Nox, basada en la misma diosa, que se reveló como una usurpadora.

## Biografía ficticia
Nyx nació en el vacío puro y fue una de los Olímpicos que alguna vez fueron adoradas como dioses por los griegos, ya que ella era adorada como la Diosa de la Noche y la Oscuridad. En algún momento, dio a luz a sus hijos Hypnos, Oizys y los gemelos Dolos y Apate. Debido a su naturaleza malévola, Zeus encarceló a Nyx de tal manera que permanecería atrapada hasta que "el sol se separara de la tierra" y escondió los Night Shards dentro de su alma en tres lugares secretos en todo el Universo.
Durante Avengers: No Surrender, donde el Anciano del Universo, el Gran Maestro y el Challenger, lucharon entre sí, la Tierra fue retirada de su órbita y fue devuelta al final del juego, pero su eliminación acabó con la contención de Nyx. En venganza, buscó traer una noche eterna a todo el Universo, incluso en planetas con múltiples soles y bases contenidas dentro de soles. Ella se vengó de los Dioses del Olimpo y, con la ayuda de sus hijos, mataron a todos los Dioses del Olimpo, incluido Zeus, después de recuperar información sobre sus ocultos Night Shards.Sin embargo, Zeus la amenazó y le prometió que su hijo, Hércules y los "Vengadores de los Agraviados" lo vengarían.
Luego se le acercaron Hércules, Bruja Escarlata, Visión, Hulk, Hawkeye, Rocket Raccoon, Voyager, Monica Rambeau y eventualmente Conan. Nyx recuperó sus Fragmentos de la Noche de Pesadilla, Lord Librarian y la Era Hiboria, pero a costa de la vida de sus hijos. Luego de eso, con la ayuda del Ser Cósmico, Euforia, llegó a su destino final en Long Island, donde estaba la Casa de las Ideas de One Above All. Vision logró atravesar la puerta de entrada de la Casa de las Ideas para evitar que ella borrara la existencia. Durante su pelea con Visión, él usó los poderes de la Casa y con su imaginación construyó muchos héroes para luchar contra Nyx. Luego, Visión la mató quemándola hasta convertirla en llamas, lo que provocó que se desintegrara.

## Poderes y habilidades
Como deidad olímpica, Nyx posee atributos sobrenaturales, como inmensa fuerza, durabilidad, velocidad y reflejos. Ella tiene la capacidad de volar.Al ser una diosa de la noche, puede ejercer la oscuridad y las sombras de muchas formas físicas, incluso cegar a alguien o convertirse en una ella misma.Sus propias uñas podrían usarse como garras.Ella es capaz de convocar un escudo protector.Nyx se demostró que tenía poderes de teletransportación.Ella también es capaz de concebir niños sin pareja, aparentemente engendrada por sus sentimientos más fuertes en este momento.

## Recepción

### Elogios
- En 2020, CBR.com clasificó a Nyx en el décimo lugar en su lista de los "10 dioses de Marvel con el mayor número de muertes".[10]
- En 2021, CBR.com clasificó a Nyx en el primer lugar en su lista "Marvel: 10 atletas olímpicos más poderosos"[11]y en el séptimo lugar en su lista "Marvel: Las 10 diosas femeninas más fuertes".[7]
- En 2022, Sportskeeda clasificó a Nyx en el décimo lugar en su lista de los "10 mejores dioses griegos de los cómics de Marvel".[12]
- En 2022, Screen Rant incluyó a Nyx en su lista de los "10 dioses olímpicos más poderosos de los cómics de Marvel".[13]